# Алек Монополі
Алек Ендон (професійно відомий як Алек Монополі, нар. ?, Нью-Йорк) — художник графіті. Художник працював у міських середовищах Нью-Йорка, Маямі, Лос-Анджелеса, Європи, Мексики та в Азії, використовуючи різноманітні матеріали (у тому числі трафарети, фарби для розпилення, епоксидні матеріали, лаки та газети), щоб зобразити різноманітні символи поп-культури. Він також є почесним послом бренду швейцарських годинників TAG Heuer. Роботу Монополі придбали Філіп Пляйн, Майлі Сайрус, Робін Тіке, Снуп Догг, Сет Роген, Едрієн Броуді та Іггі Азалія.

## Життя та робота
Монополі виріс у Вестхемптон-Біч, штат Нью-Йорк, син заможних фінансистів. Він переїхав до Лос-Анджелеса в 2006 році. Він вирішив, що працювати там буде легше через велику кількість рекламних щитів у місті.
Монополі відомий за рахунок персонажа в смокінгу та з циліндром на голові з гри Монополія, натхненням, спочатку послужив біржовик Берні Медофф. За словами Джона Веллінгтона Енніса, який пише для Huffington Post: «У епоху мільярдів доларів, що виділяються для банків, які вже володіють країною, і магнатів, які забороняють регулювати як неамериканських, реконтекстуалізація дитячого символу успіху та майна майже не потрібна пояснення».
У 2016 році швейцарська годинникова компанія TAG Heuer оголосила про співпрацю з Монополі в Miami Art Basel, називаючи його «арт-провокатором» компанії. Повідомляється, що Монополі прибув на захід в Lamborghini, яку він розмалював. Співпраця є частиною виходу генерального директора TAG Heuer Жана-Клода Бівера на ринки, які, можливо, не обов'язково є традиційними ринками для компанії, ідея як називає її Бівер «всесвіти», включає спорт, спосіб життя, мистецтво і музику. До інших послів в програму входять Девід Гетта, OneRepublic, Мартіна Гаррі, Кара Делевінь, Кріс Хемсворт, Red Bull Racing, Дмитро Портнягин, Манчестер Юнайтед Ф. К. і Мухаммед Алі.